# اریل اولاسکواگا
اریل اولاسکواگا (انگلیسی: Ariel Olascoaga; ۲۱ مهٔ ۱۹۲۹ – ۲۲ اوت ۲۰۱۰) بازیکن بسکتبال اهل اروگوئه بود.